# Grigory Zinovievich Ioannisiani
Grigory Zinovievich (Zinavurovich) Ioannisiani fue un revolucionario, uno de los líderes de la organización bolchevique de Grozny, dirigente político y partidario.

## Biografía
En 1906 ingresó en el PSDOR en Bakú. Fue miembro del comité de huelga. En 1914 fue arrestado por las autoridades zaristas, pero logró escapar de prisión y pasar a la clandestinidad. Se trasladó a Grozny, donde trabajó como oficinista de la sociedad «Petróleo de Grozny».
En 1917 se unió al partido Dashnaktsutyun, pero a finales de ese año pasó a los bolcheviques. Fue miembro de la comisión editorial del consejo de diputados de Grozny. En septiembre de 1917 fue concejal de la ciudad de Grozny, miembro del comité de alimentos y desde diciembre, vicepresidente del consejo militar revolucionario y jefe de facto del comité revolucionario. En 1918 fue miembro del Consejo Popular de Terek. En marzo de ese año se convirtió en vicepresidente del consejo central de diputados de Grozny. Por encargo del partido creó el sindicato profesional de empleados comerciales e industriales, y fue elegido presidente del sindicato.
Fue uno de los organizadores de la defensa de Grozny durante las Batallas de los Cien Días en agosto-noviembre de 1918. En 1919-1920 participó en el movimiento antidenikinista en la región de Terek.
Entre 1920 y 1933 trabajó en el partido y en el gobierno soviético en Chechenia. Luego fue trasladado a Moscú. Más tarde trabajó como segundo secretario del Comité Central del Partido Comunista de Bielorrusia.
Falleció el 21 de julio de 1973 en Minsk, donde fue enterrado.

## Familia
- Padre: Zinoviy (Zinavur Bek) Ioannisiani, filántropo armenio y activista social del siglo XIX de Shusha, apoyó escuelas, iglesias y proyectos culturales de la comunidad armenia.
- Hermano: Pavel Ionisyants, cirujano, participante de la Primera Guerra Mundial y de la Gran Guerra Patria, hasta 1941 trabajó en el hospital republicano de Grozny[2].
- Hijo: Pavel, participante en la Gran Guerra Patria, galardonado con la Orden de la Gloria de 2.ª clase y muchas medallas[4].

## Legado
- Por su activa participación en las Batallas de los Cien Días fue nombrado ciudadano honorario de Grozny[5].